# Altinote ara
Altinote ara är en fjärilsart som beskrevs av William Chapman Hewitson 1877. Altinote ara ingår i släktet Altinote och familjen praktfjärilar. Inga underarter finns listade i Catalogue of Life.